# 하인리히 만

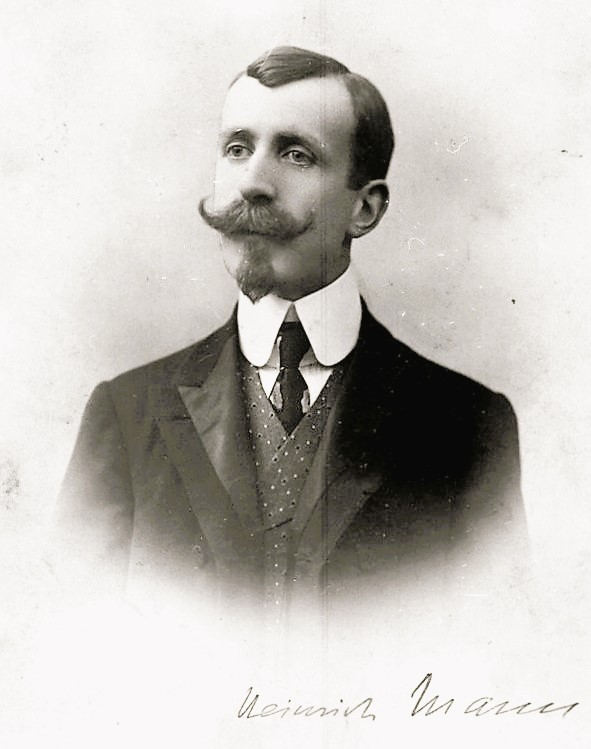

하인리히 만 (Heinrich Mann, 1871년 3월 27일 - 1950년 3월 11일) 은 독일의 시인, 소설가다. 동생은 평론가이자 소설가인 토마스 만이다.